# Paraleptophlebia kirchneri
Paraleptophlebia kirchneri är en dagsländeart som beskrevs av Boris C. Kondratieff och Durfee 1994. Paraleptophlebia kirchneri ingår i släktet Paraleptophlebia och familjen starrdagsländor. Inga underarter finns listade i Catalogue of Life.